# Poritz (Bismark)
Poritz ist ein Ortsteil der Stadt Bismark im Landkreis Stendal in Sachsen-Anhalt.

## Geographie
Poritz, ein Straßendorf mit Kirche, liegt drei Kilometer westlich von Bismark in der Altmark am Flohgraben, der im Westen in das Flüsschen Milde strömt, die wenige Kilometer nordöstlich zusammen mit der Unteren Milde zur Biese wird. Nordwestlich des Dorfes beginnt das EU-Vogelschutzgebiet „Milde-Niederung/Altmark“.
Nachbarorte sind Butterhorst im Nordwesten, Vienau im Norden, Büste im Nordosten, Döllnitz im Osten, Wartenberg und Berkau im Süden und Karritz im Südosten.

## Geschichte

### Mittelalter bis Neuzeit
Die erste urkundliche Erwähnung stammt aus dem Jahre 1341 als to pordiz, als Heinrich und Fritz von Buzt den Bauern zu Büste Holzungen und Weiden überließen. Im Jahre 1358 wird das Dorf als in villa porditze erwähnt, als der Knappe Ditrich von Wultitz Hebungen aus dem Dorf an Bürger in Stendal verkaufte. Im Landbuch der Mark Brandenburg von 1375 wird das Dorf als Portz aufgeführt. Es gehörte unter anderem Johannes Bust, dem prefectus de Portz und dem civis Arnd Porz. Es gab eine Mühle. Der Krug musste als Abgabe zwei Pfund Pfeffer leisten. Weitere Nennungen sind 1427 in villa Portze, 1540 Portze,  1699 Poritz, 1687 Poertze und 1804 Poritz, ein Dorf mit zwei Gütern und einer Windmühle.
1909 berichtete Wilhelm Zahn, dass auf der Nordwestseite des Dorfes eine Flur die Bezeichnung das „Alte Dorf“ trug. Wahrscheinlich lag dort nach einer Zerstörung das frühere Dorf.

### Landwirtschaft
Bei der Bodenreform wurden 1945 ermittelt: 34 Besitzungen unter 100 Hektar hatten zusammen 730 Hektar, eine Kirchenbesitzung hatte 57 Hektar, eine Gemeindebesitzung hat 1 Hektar Land. 57 Hektar sind auf 13 Siedler aufgeteilt worden. Im Jahre 1958 entstand die erste Landwirtschaftliche Produktionsgenossenschaft, die LPG Typ III „Eintracht“.

### Herkunft des Ortsnamens
Heinrich Sültmann nimmt Bezug auf die Namen 1341 und 1358 porditze, 1341 pordiz, 1375 und 1540 portz. Er erkennt darin die slawische Endung „itz“ und den Eigennamen „Porad“ und übersetzt zu „Poradsdorf“.
Aleksander Brückner erkennt im Namen das altslavische Wort „po“ für „nach“.
Franz Mertens meinte 1956, die Namen 1341 porditz, 1375 portz und 1427 portze seien vom wendischen „por reka“ abzuleiten, übersetzt als „beim Fluss“.
Früher floss die Biese näher am Dorf, somit könnte es sein, dass der Name „Flussniederung“ bedeutet.

### Archäologie
Im Jahre 1950 wurde von Funden aus den Jahren zwischen 1948 und 1949 berichtet.
In den Jahren 1956 und 1959 sind im Dorfkern Ausgrabungen vorgenommen worden, die auf eine frühe Besiedlung deuten.
Im Nordwesten des Dorfes befinden sich die überbauten Reste einer mittelalterlichen Wasserburg, die als Bodendenkmal unter Schutz steht. Dort stand das ehemalige von Jeetzesche Herrenhaus, das 1767–1768 an Stelle der alten Wasserburg erbaut worden war.

### Eingemeindungen
Ursprünglich gehörte das Dorf zum Stendalischen Kreis der Mark Brandenburg in der Altmark. Zwischen 1807 und 1813 lag der Ort im Kanton Bismark im Distrikt Stendal auf dem Territorium des napoleonischen Königreichs Westphalen. Ab 1816 gehörte die Gemeinde zum Landkreis Stendal.
Am 25. Juli 1952 wurde die Gemeinde Poritz aus dem Landkreis Stendal in den Kreis Kalbe (Milde) umgegliedert. Am 21. Dezember 1973 ist Poritz in die Stadt Bismark (Altmark) eingemeindet worden. Seit dem 1. Januar 2010 gehört der Ortsteil Poritz auch zur neu gebildeten Ortschaft Bismark (Altmark).

### Einwohnerentwicklung
| Jahr | Einwohner |
| ---- | --------- |
| 1734 | 185       |
| 1772 | 222       |
| 1790 | 246       |
| 1798 | 268       |
| 1801 | 276       |
| 1818 | 281       |
| 1840 | 362       |
| 1864 | 410       |
| 1871 | 425       |

| Jahr | Einwohner |
| ---- | --------- |
| 1885 | 398       |
| 1892 | [00]388   |
| 1895 | 373       |
| 1900 | [00]365   |
| 1905 | 339       |
| 1910 | [00]344   |
| 1925 | 355       |
| 1939 | 280       |
| 1946 | 428       |

| Jahr | Einwohner |
| ---- | --------- |
| 1964 | 337       |
| 1971 | 306       |
| 1993 | [00]230   |
| 2007 | [00]176   |
| 2018 | [00]153   |
| 2020 | [00]144   |
| 2021 | [00]144   |
| 2022 | [0]141    |
| 2023 | [0]140    |

Quelle, wenn nicht angegeben, bis 1971:

## Religion
- Die evangelische Kirchengemeinde Poritz, die früher zur Pfarrei Poritz gehörte,[23] wird heute betreut vom Pfarrbereich Garlipp im Kirchenkreis Stendal im Bischofssprengel Magdeburg der Evangelischen Kirche in Mitteldeutschland.[24]
- Die ältesten überlieferten evangelischen Kirchenbücher für Poritz stammen aus dem Jahre 1652.[25]
- Die katholischen Christen gehören zur Pfarrei St. Anna in Stendal im Dekanat Stendal im Bistum Magdeburg.[26]

## Kultur und Sehenswürdigkeiten
- Die evangelische Dorfkirche Poritz ist ein Feldsteinbau aus dem 13. Jahrhundert mit schmalem Westquerturm.[27]
- Die Kirche steht auf dem Ortsfriedhof, der von einer Feldsteinmauer umgeben ist.
- Auf dem Friedhof steht eine Denkmalanlage für die Gefallenen des Ersten und Zweiten Weltkrieges, ein großer Findling mit Widmung in der Mitte, umkreist von Feldsteinen mit den Namen der Gefallenen.[28]
- Ein früheres Gutshaus und der Pfarrhof stehen unter Denkmalschutz.[4]

## Persönlichkeiten
In Poritz verstarb der preußische Generalleutnant Adam Friedrich von Jeetze (1689–1762).